# CompuServe
A CompuServe (CompuServe Information Service, também conhecida pelo acrônimo CIS) foi um dos primeiros serviços online a disponibilizar conexão à Internet em nível internacional e também responsável pela popularização de troca de figuras, tendo sido a empresa criadora do formato GIF.
Os serviços eram acessados por meio de um cliente de acesso próprio, chamado CIM (Compuserve Information Manager), que dispunha de serviços como e-mail e  fóruns de discussão,  também dando acesso à Internet. Tornou-se bastante popular na década de 1990 e posteriormente foi fundido com a AOL, que assumiu os ativos.